# ئی‌اس‌پی
ای‌اس‌پی (انگلیسی: ESP) شرکت تجهیزات موسیقی ژاپنی است، که در سال ۱۹۷۵ تأسیس شد.